# Saulo ao Vivo
Saulo ao Vivo é o primeiro álbum ao vivo em carreira solo do cantor baiano Saulo Fernandes.
Foi gravado na Concha Acústica em Salvador, nos dias 06 de abril e 07 de abril de 2013, sendo lançado no dia 12 de novembro de 2013.
O show contou com as participações especiais de Aloísio Menezes, que recitou o ato de abertura Somos a Bahia, Davi Moraes na faixa Niuma, Ivete Sangalo na faixa União e Alexandre Carlo na faixa O Mundo Estava em Guerra Mas Aqui Era Carnaval.

## Gravação
A gravação do álbum ocorreu nos dias 6 de abril e 7 de abril de 2013 na Concha Acústica em Salvador, Bahia. O diretor artístico definiu o show com músicas para dançar, sentir e pular. A gravação no primeiro dia iniciou por volta das 18h45. Ao longo do show, os bailarinos criaram uma atmosfera especial do palco. O cantor e compositor baiano Edson Gomes que tem a música "Ginga do Reggae" no repertório estava presente no espetáculo. No mesmo dia, Ivete Sangalo participou da gravação para cantar a música "União", composição de Saulo Fernandes e Gigi. No segundo dia o show começou por volta das 18 horas. Alexandre Carlo participou da gravação cantando uma música de sua autoria "O Mundo Estava em Guerra Mas Aqui Era Carnaval".

## Lançamento
No dia 8 de novembro de 2013, o canal pago Multishow exibiu pela primeira vez um compacto de uma hora do DVD Saulo ao Vivo. No dia 12 de novembro de 2013, o álbum foi lançado para download digital em diversas lojas. No dia 20 de novembro de 2013, o CD e o DVD foram lançados em versão física no Brasil.

## Capa do álbum
Um paredão feito de caixotes foi o elemento predominante no cenário montado por Renata Motta, e recebeu diversas projeções ao longo da gravação do álbum. A primeira delas foi a boca de Aloisio Menezes na abertura recitando o texto "Somos a Bahia", escrito por Saulo Fernandes.

## Turnê
A Turnê Saulo ao Vivo estreou no dia 30 de abril de 2014 na capital do Rio de Janeiro. No repertório, Saulo Fernandes apresenta a maioria das canções que estão presentes no álbum Saulo ao Vivo, entre elas estão Raiz de Todo Bem, Preta, Singela Bruta, Azamoa, Planta na Cabeça, Niuma, Só Por Ti / Anjo, Zóio Teu, União, Esquadros, O Mundo Estava em Guerra Mas Aqui Era Carnaval, Ginga do Reggae, Bárbaro Doce Negro (Incidental: Tudo Certo na Bahia), Rua 15, Vú, Terra de Curumim e Vú / Agradecer. Outras canções como Circulou, Lado B Lado A / Faraó Divindade do Egito / Uma História de Ifá (Elegibô) / Protesto do Olodum / Ilê Aiyê (Mundo Negro), Anunciação, Ai Que Saudade D'ocê / Beija Flor, Encontro Marcado, Não Precisa Mudar / Miragem, Chame Gente, Acarajé tem Dendê, Toneladas de Desejo também foram incluídas no repertório da turnê.

## Lista de faixas
O CD e o DVD são dividos em três atos: Bárbaro, Doce e Nego, em referência a canção Bárbaro Doce Negro.

### CD
| Primeiro Ato: Bárbaro |                                                |                                                       |         |  |
| N.º                   | Título                                         | Compositor(es)                                        | Duração |  |
| 1.                    | "Somos a Bahia" (narração por Aloísio Menezes) | Saulo Fernandes                                       | 0:35    |  |
| 2.                    | "Raiz de Todo Bem"                             | Fernandes                                             | 3:25    |  |
| 3.                    | "Preta"                                        | Fernandes Enio Taquari Alcione Rocha                  | 3:38    |  |
| 4.                    | "Singela Bruta"                                | Lau Fernandes                                         | 4:27    |  |
| 5.                    | "Azamoa"                                       | Fernandes Taquari                                     | 2:45    |  |
| 6.                    | "Planta na Cabeça"                             | Fernandes Leonardo Reis Taquari Magary Lord           | 3:25    |  |
| 7.                    | "Niuma" (com Davi Moraes)                      | Fernandes Taquari Rudson Daniel Rocha Adriano Gaiarsa | 3:35    |  |

| Segundo Ato: Doce |                                                                        |                     |         |  |
| N.º               | Título                                                                 | Compositor(es)      | Duração |  |
| 8.                | "Tão Sonhada / Só por Ti / Anjo"                                       | Gigi Fernandes Reis | 7:38    |  |
| 9.                | "Amor Com 1Q de Saudade"                                               | Gigi Fernandes      | 4:10    |  |
| 10.               | "Zóio Teu"                                                             | Fernandes Taquari   | 4:23    |  |
| 11.               | "União" (com Ivete Sangalo)                                            | Gigi Fernandes      | 4:05    |  |
| 12.               | "Esquadros"                                                            | Adriana Calcanhotto | 2:49    |  |
| 13.               | "O Mundo Estava em Guerra Mas Aqui Era Carnaval" (com Alexandre Carlo) | Alexandre Carlo     | 4:15    |  |

| Terceiro Ato: Nego |                                                        |                                                                 |               |  |
| N.º                | Título                                                 | Compositor(es)                                                  | Duração       |  |
| 14.                | "Ginga do Reggae"                                      | Edson Gomes                                                     | 3:42          |  |
| 15.                | "Bárbaro Doce Negro" (Incidental: Tudo Certo Na Bahia) | Renan Ribeiro Fernandes Taquari Daniel A. Rocha Adriano Gaiarsa | 2:52          |  |
| 16.                | "Rua 15"                                               | Saulo Fernandes Fábio Rocha                                     | 3:32          |  |
| 17.                | "Vú / Agradecer"                                       | Ribeiro Fernandes Taquari Rudson Daniel A. Rocha                | 5:06          |  |
| 18.                | "Anjo Bem"                                             | Fernandes Taquari                                               | 3:35          |  |
| 19.                | "Terra de Curumim"                                     | Paulo Bass Magary Lord Dom Chicla                               | 3:19          |  |
| Duração total:     | Duração total:                                         | Duração total:                                                  | aprox. 81 min |  |

### DVD
| Primeiro Ato: Bárbaro |                           |                                                       |         |  |
| N.º                   | Título                    | Compositor(es)                                        | Duração |  |
| 1.                    | "Somos a Bahia"           | Saulo Fernandes                                       |         |  |
| 2.                    | "Raiz de Todo Bem"        | Fernandes                                             |         |  |
| 3.                    | "Preta"                   | Fernandes Enio Taquari Alcione Rocha                  |         |  |
| 4.                    | "Singela Bruta"           | Lau Fernandes                                         |         |  |
| 5.                    | "Azamoa"                  | Fernandes Taquari                                     |         |  |
| 6.                    | "Planta na Cabeça"        | Fernandes Leonardo Reis Taquari Magary Lord           |         |  |
| 7.                    | "Niuma" (com Davi Moraes) | Fernandes Taquari Rudson Daniel Rocha Adriano Gaiarsa |         |  |

| Segundo Ato: Doce |                                                                        |                     |         |  |
| N.º               | Título                                                                 | Compositor(es)      | Duração |  |
| 8.                | "Tão Sonhada / Só por Ti / Anjo"                                       | Gigi Fernandes Reis |         |  |
| 9.                | "Zóio Teu"                                                             | Fernandes Taquari   |         |  |
| 10.               | "União" (com Ivete Sangalo)                                            | Gigi Fernandes      |         |  |
| 11.               | "Esquadros"                                                            | Adriana Calcanhotto |         |  |
| 12.               | "O Mundo Estava em Guerra Mas Aqui Era Carnaval" (com Alexandre Carlo) | Alexandre Carlo     |         |  |

| Terceiro Ato: Nego |                                                        |                                                           |         |  |
| N.º                | Título                                                 | Compositor(es)                                            | Duração |  |
| 13.                | "Ginga do Reggae"                                      | Edson Gomes                                               |         |  |
| 14.                | "Bárbaro Doce Negro" (Incidental: Tudo Certo Na Bahia) | Ribeiro Fernandes Taquari Daniel A. Rocha Adriano Gaiarsa |         |  |
| 15.                | "Rua 15"                                               | Fernandes Fábio Rocha                                     |         |  |
| 16.                | "Vú"                                                   | Ribeiro Fernandes Taquari Daniel A. Rocha                 |         |  |
| 17.                | "Agradecer"                                            | Fernandes Taquari                                         |         |  |
| 18.                | "Anjo Bem"                                             | Fernandes Taquari                                         |         |  |
| 19.                | "Terra de Curumim"                                     | Paulo Bass Magary Lord Dom Chicla                         |         |  |
| 20.                | "Amor Com 1Q de Saudade"                               | Gigi Fernandes                                            |         |  |

## Singles
- "Raiz de Todo Bem", lançada em 1 de junho de 2013[1]
- "Zóio Teu", lançada em 9 de abril de 2014[2]

## Videoclipes
- "Raiz de Todo Bem", lançado em 5 de junho de 2013[8]
- "Zóio Teu", lançado em 9 de abril de 2014[2]